# Alligator Eyes
Die Alligator Eyes (englisch für Alligatoraugen) sind zwei über 600 m hohe Nunatakker in der antarktischen Ross Dependency. In den Churchill Mountains des Transantarktischen Gebirges liegen sie auf der Ostseite des Dickey-Gletschers. Sie ragen am Ende eines vereisten Höhenzugs auf, der sich nördlich des Mount Arcone erstreckt.
Ihren an ihr äußeres Erscheinungsbild angelehnten Namen verlieh ihnen das Advisory Committee on Antarctic Names im Jahr 2003.